# Vinktiran
De vinktiran (Cnemotriccus fuscatus) is een zangvogel uit de familie Tyrannidae (tirannen).

## Verspreiding en leefgebied
Deze soort telt 7 ondersoorten:
- Cnemotriccus fuscatus cabanisi: Colombia, Venezuela en Trinidad.
- Cnemotriccus fuscatus duidae: Z-Venezuela en NW-Brazilië.
- Cnemotriccus fuscatus fumosus: de Guyana's en NO-Brazilië.
- Cnemotriccus fuscatus fuscatior: van ZO-Colombia en ZW-Venezuela tot O-Ecuador, O-Peru en C-Brazilië.
- Cnemotriccus fuscatus beniensis: N-Bolivia.
- Cnemotriccus fuscatus bimaculatus: C-Bolivia, Z- en O-Brazilië, Paraguay en N-Argentinië.
- Cnemotriccus fuscatus fuscatus: ZO-Brazilië en NO-Argentinië.